# Kapelleninsel und Amorinsel Monrepos

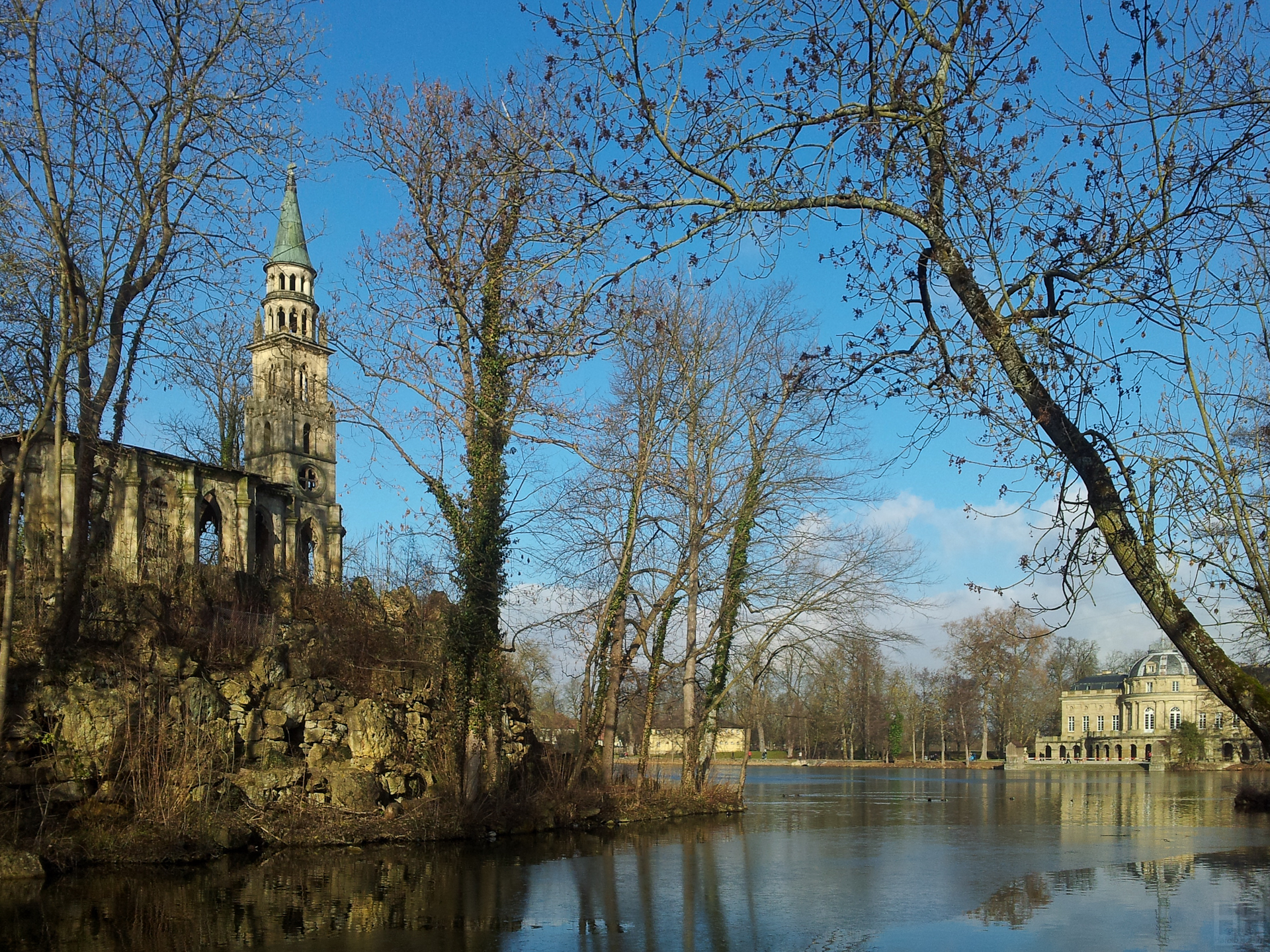
Monrepos-See mit der gotischen Kirche (links) und Schloss Monrepos (rechts).

Die Kapelleninsel und Amorinsel Monrepos sind zwei Inseln auf dem See hinter Schloss Monrepos bei Ludwigsburg. Die Kapelleninsel trägt eine neugotische Kirche in verkleinertem Maßstab (Kapelle). Sie wurde 1797 im Englischen Dorf errichtet und 1803 auf die Kapelleninsel versetzt. 1944 wurde die Kapelle teilweise zerstört. Die Amorinsel trug früher ein Tempelchen mit einer Amorfigur im Innern. Von ihm sind nur noch die Fundamente erhalten.

## Lage
| - Lageplan Schloss Monrepos. | - Plan von Monrepos, 1819. |

Hinter der Rückfassade von Schloss Monrepos erstreckt sich in südwestlicher Richtung der Monrepos-See über eine Breite von rund 200 und eine Länge von rund 450 Metern. In der Mitte des Sees liegt links die schmale, 200 Meter lange Kapelleninsel und rechts gegenüber die Amorinsel (siehe Plan von 1819).
Ein Bootsverleih an der Nordostecke des Sees vermietet Ruder- und Tretboote, mit denen man die Inseln erreichen kann. Da die Inseln Vogelschutzgebiete sind, dürfen sie nur umfahren, aber nicht betreten werden. Die Inseln sind ebenso wie das Schloss im Besitz des Hauses Württemberg.

## Kapelleninsel

### Beschreibung
Die neogotische Kirche an der Nordspitze der Kapelleninsel wurde in einem verkleinerten Maßstab (1:4) erbaut und wird daher auch als Kapelle bezeichnet. Die Kirche wurde auf einem künstlichen Felsenhügel errichtet und mit ihrem Turm zum Schloss ausgerichtet. Sie besteht aus einem vierjochigen, eingeschossigen Langhaus mit hohen Spitzbogenfenstern und Strebepfeilern. Im Zweiten Weltkrieg wurden das Langhausinnere und das Satteldach zerstört und nicht wieder aufgebaut.  
An das Langhaus lehnt sich der viereckige, schlanke Turm an, der etwa doppelt so hoch wie das Langhaus ist. Die Turmhalle trägt im Erdgeschoss ebenfalls hohe Spitzbogenfenster und in den oberen Geschossen abwechselnd Rundfenster, Rundbogen- und Spitzbogenfenster. Den Abschluss des Turms bilden zwei Stockwerke mit rundem Querschnitt, die durchgehend romanisch bzw. gotisch durchfenstert sind und mit einem schlanken Kegeldach aus Bronze und einem Metallkreuz abschließen.
| - Turm der Inselkapelle, 2011. | - Blick von Schloss Monrepos auf die Kapelleninsel, 1870. | - Schloss Monrepos, See mit Kapelleninsel (links) und Amorinsel, hinten: Hohenasperg, um 1900. |

### Geschichte
Der Bau der gotischen Kirche wurde 1787 von Reinhard Ferdinand Heinrich Fischer begonnen und 1797 von Nikolaus Friedrich von Thouret vollendet. Sie befand sich am südlichen Ende des Englischen Dorfs in den zum Schloss Hohenheim in Stuttgart-Hohenheim gehörenden Hohenheimer Gärten in der Nähe der Körsch, siehe Nummer 64 in Viktor Heideloffs Grundriss von 1795. Der Grundriss zeigt einen runden Platz, um den sich sechs Häuser mit Zellen für Kartäusermönche gruppierten, die nie besetzt wurden. Am Eingang zu dem Platz wurde die Kirche errichtet. Sie wurde als gotische Kirche bezeichnet, im Gegensatz zur gotischen Kapelle, siehe Nummer 59 im Grundriss, eine kleine Kirche mit Glockengiebel und ohne Turm.
1803 wurde die gotische Kirche auf die Kapelleninsel in Monrepos umgesetzt. Der Vergleich von Viktor Heideloffs Kupferstich „Die gothische Kirche mit dem Kartaeuser Kloster“ mit Fotos der Inselkapelle in Monrepos zeigt, dass diese nicht 1:1 wieder aufgebaut wurde. So wurden die Eckfialen des Turms durch massive Strebepfeiler ersetzt und der Turm mit einem kegelförmigen Helm aus Bronze bekrönt.  
1944 wurden das Langhausinnere und das Satteldach durch Brandbomben zerstört und nicht wieder aufgebaut, so dass sich die Kapelle seitdem als Ruine präsentiert.  
| - Viktor Heideloff: Grund-Riss der englischen Anlage von Hohenheim, 1795. - Viktor Heideloff: Die gothische Kirche mit dem Kartaeuser Kloster im Englischen Garten, 1797. | - Viktor Heideloff, Die gotische Kapelle beim Wasserfall im Englischen Garten, 1790. |

Zwei Attraktionen auf der Kapelleninsel haben sich nicht erhalten: das Femgericht und die Einsiedlerklause: 
- Unter der Kapelle lag die „Felsenhalle“, ein grottenartiger Unterbau, von dem man in ein dunkles Gewölbe gelangte. Hier saßen 12 wahrscheinlich in Wachs geformte Tempelherrn um einen runden Tisch und hielten Femgericht. Ihre Rüstungen hingen an der Wand und auf dem Tisch lagen Schwert, Kreuz und Totenkopf.[5]

- Hinter der Kapelle befand sich die Einsiedlerklause, ein Hüttchen, in dem ein mechanischer Einsiedler wohnte. Wenn man die Tür öffnete, wendete sich der in einem Buch lesende Klausner um, nahm seine Brille ab, betrachtete den Besucher mit ernstem Blick, dann drehte er sich wieder zurück zu seiner Lektüre, während die Tür ins Schloss fiel.[6]

## Amorinsel
Auf der Amorinsel stand im Gehölz versteckt der Amortempel, von dem nur die Fundamente erhalten sind. Der kleine Tempel bestand aus einem ruinenartigen Säulenrundbau, dem Monopteros der „Ruinen eines römischen Bades“ im Englischen Garten in Hohenheim, der auf die Amorinsel versetzt wurde, und einem klassizistischen Anbau.
In dem Anbau war ein Abguss von Johann Heinrich Danneckers berühmtem Amor aufgestellt. Diesem zur Seite standen zwei Figuren von Carlo Albacini: ein Junge mit einem Vogel und ein Mädchen mit einem Vogelnest.
| - Amortempel: Aufriss, Grundriss und Figurenaufstellung. | - Viktor Heideloff: Ruinen eines römischen Bades im Englischen Garten, 1790. |